# Egels
Egels (Erinaceidae) vormen een familie van zoogdieren uit de orde der insecteneters (Eulipotyphla). Er bestaan 34 soorten waarvan vijftien haaregels (onderfamilie Galericinae) uit Zuidoost-Azië, die geen stekels maar haren hebben en eruitzien als een soort ratten, en negentien stekelegels (onderfamilie Erinaceinae). Stekelegels komen voor in Azië, Europa en Afrika.

## Leefwijze
Ze eten rauwe eieren, fruit, bessen, noten, sommige groentes, slakken en insecten. In noodsituaties eet de moeder soms haar jong op (kannibalisme).
Egels zijn de laatste 15 miljoen jaar niet veel veranderd. Het zijn echte nachtdieren, en daarnaast redelijk schuw. Wie overdag een egel ziet, kan er dus van uitgaan dat het dier iets mankeert.

## Europese soorten
Vijf soorten komen in Europa voor:
- Witborstegel (Erinaceus concolor)
- Egel (Erinaceus europaeus)
- Oost-Europese egel (Erinaceus roumanicus)
- Algerijnse egel (Atelerix algirus)
- Langooregel (Hemiechinus auritus)

## Taxonomie
De familie omvat de volgende geslachten en levende soorten:
- Familie: Erinaceidae (Egels) (34 soorten)
  - Onderfamilie: incertae sedis
    - 
      - Geslacht: Cedrocherus †
      - Geslacht: Dartonius †
      - Geslacht: Endolestes †
      - Geslacht: Litolestes †
      - Geslacht: Mackennatherium †
      - Geslacht: Mioechinus †
      - Geslacht: Postpalerinacus †
      - Geslacht: Protechinus †
      -  Geslacht: Scaptogale †

  - Onderfamilie: Brachyericinae †
    - 
      - Geslacht: Brachyerix †
      - Geslacht: Exallerix †
      - Geslacht: Metechinus †
      -  Geslacht: Metexallerix †

  - Onderfamilie: Dormaaliinae †
    - 
      -  Geslacht: Dormaalius †

  - Onderfamilie: Erinaceinae (Stekelegels) (19 soorten)
    - 
      - Geslacht: Amphechinus †
      - Geslacht: Atelerix (4 soorten)
        - Soort: Atelerix albiventris (Witbuikegel)
        - Soort: Atelerix algirus (Trekegel)
        - Soort: Atelerix frontalis (Zuid-Afrikaanse egel)
        -  Soort: Atelerix sclateri (Somalische egel)

      - Geslacht: Dimylechinus †
      - Geslacht: Erinaceus (4 soorten)
        - Soort: Erinaceus amurensis (Amoeregel)
        - Soort: Erinaceus concolor (Witborstegel)
        - Soort: Erinaceus europaeus (Egel)
        -  Soort: Erinaceus roumanicus (Oost-Europese egel)

      - Geslacht: Gymnurechinus †
      - Geslacht: Hemiechinus (2 soorten)
        - Soort: Hemiechinus auritus (Langooregel)
        -  Soort: Hemiechinus collaris

      - Geslacht: Mesechinus (5 soorten)
        - Soort: Mesechinus dauuricus
        - Soort: Mesechinus hughi
        - Soort: Mesechinus miodon
        - Soort: Mesechinus orientalis
        - Soort: Mesechinus wangi
        - Soort: Palaeoscaptor †
        - Soort: Parvechinus †
        - Soort: Stenoechinus †
        -  Soort: Untermannerix †

      -  Geslacht: Paraechinus (4 soorten)
        - Soort: Paraechinus aethiopicus (Abessijnse egel)
        - Soort: Paraechinus hypomelas (Egel van Brandt)
        - Soort: Paraechinus micropus (Indische egel)
        -  Soort: Paraechinus nudiventris

  -  Onderfamilie: Galericinae (Haaregels) (15 soorten)
    - Tribus: Echinosoricini (5 soorten)
      - Geslacht: Echinosorex (1 soort)
        -  Soort: Echinosorex gymnura (Grote haaregel)

      - Geslacht: Eochenus †
      - Geslacht: Lantanotherium †
      - Geslacht: Ocajila †
      -  Geslacht: Podogymnura (4 soorten)
        - Soort: Podogymnura aureospinula
        - Soort: Podogymnura intermedia
        - Soort: Podogymnura minima
        -  Soort: Podogymnura truei (Filipijnse haaregel)

    - Tribus: Galericini †
      - Geslacht: Deinogalerix †
      - Geslacht: Galerix †
      - Geslacht: Parasorex †
      - Geslacht: Schizogalerix †
      -  Geslacht: Tetracus †

    -  Tribus: Hylomyini (10 soorten)
      - Geslacht: Hylomys (7 soorten)
        - Soort: Hylomys dorsalis
        - Soort: Hylomys macarong
        - Soort: Hylomys maxi
        - Soort: Hylomys parvus (Dwerghaaregel)
        - Soort: Hylomys peguensis
        - Soort: Hylomys suillus (Kleine haaregel)
        -  Soort: Hylomys vorax

      - Geslacht: Neohylomys (1 soort)
        -  Soort: Neohylomys hainanensis

      - Geslacht: Neotetracus (1 soort)
        -  Soort: Neotetracus sinensis

      -  Geslacht: Otohylomys (1 soort)
        -  Soort: Otohylomys megalotis